# Goniopholis

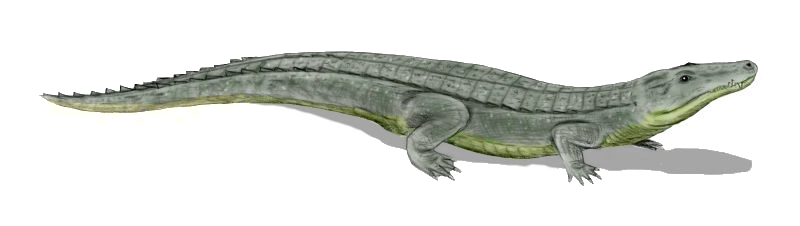
Художня реставрація G. simus

Goniopholis — це вимерлий рід гоніофолідід крокодилоподібних, який мешкав у Європі та Африці під час пізньої юри та ранньої крейди. Будучи напівводним, він дуже схожий на сучасних крокодилів. Він мав би дуже схожий спосіб життя на американського алігатора чи нільського крокодила.
Типовим видом роду є G. crassidens, який відомий з беріасу Англії, а відповідний вид G. simus з берріасу північно-західної Німеччини може бути конспецифічним. Інші види, які можна віднести до Goniopholis, включають G. kiplingi з берріаського періоду Англії та G. baryglyphaeus з пізньої юри (кімериджського періоду) Португалії, що робить його найдавнішим відомим видом Goniopholis. Вид G. kiplingi вшановує письменника Редьярда Кіплінга «на знак визнання його захоплення природничими науками». G. kiplingi мав череп сягав 475,6 мм, це одна з найбільших гоніофолідід разом з Amphicotylus milesi, у якого череп сягав 43 см. Виходячи з довжини черепа, загальна довжина тіла G. kiplingi оцінюється в 3,47 м.
Яйця, приписувані Goniopholis, були знайдені в пізній юрський період Португалії.
Частковий скелет невизначеного виду Goniopholis був знайдений у берріасському віці Анж-Шаранти у Франції.
На основі гістології кісток і аналізу стабільних ізотопів було зроблено висновок про те, що гоніофоліс був ектотермічним.